# Васильев, Андрей Александрович (Герой Советского Союза)
Андрей Александрович Васильев (1898—1945) — старший сержант Рабоче-крестьянской Красной Армии, участник Великой Отечественной войны, Герой Советского Союза (1944).

## Биография
Родился в 1898 году в селе Кондуровка (ныне — Саракташский район Оренбургской области) в крестьянской семье. Окончил семь классов школы.
В 1916 году он был призван на службу в царскую армию. Окончил курсы водителей броневиков, принимал участие в Гражданской войне на стороне «красных».
Демобилизовавшись из Рабоче-крестьянской Красной Армии, работал шофёром кирпичного завода посёлка Саракташ. Принимал участие в строительстве Туркестано-Сибирской железной дороги, после чего поселился и работал в селе Белоусовка Восточно-Казахстанской области Казахской ССР.
В феврале 1942 года был призван на службу в Рабоче-крестьянскую Красную Армию, первоначально был шофёром службы тыла Юго-Западного фронта. С января 1943 года — на фронтах Великой Отечественной войны, был шофёром, затем командиром транспортного взвода. Принимал участие в боях на Воронежском, 1-м Украинском и 2-м Белорусском фронтах. Участвовал в Воронежско-Касторненской и Белгородско-Харьковской операциях, Курской битве, освобождении Украинской ССР, битве за Днепр на Лютежском плацдарме, освобождении Киева, Львовско-Сандомирской, Висло-Одерской операциях. К октябрю 1943 года старший сержант Андрей Васильев временно командовал взводом транспортной роты 269-го стрелкового полка 136-й стрелковой дивизии 38-й армии Воронежского фронта. Отличился во время освобождения Киевской области.
16 октября 1943 года в районе села Новые Петровцы Вышгородского района Киевской области, окружив группу немецких солдат и офицеров и разгромив её, взвод Андрея Васильева захватил штабную повозку с важными документами и шесть ручных пулемётов.
Указом Президиума Верховного Совета СССР «О присвоении звания Героя Советского Союза генералам, офицерскому, сержантскому и рядовому составу Красной Армии» от 10 января 1944 года за «образцовое выполнение боевых заданий командования на фронте борьбы с немецко-фашистскими захватчиками и проявленные при этом отвагу и геройство» был удостоен высокого звания Героя Советского Союза с вручением ордена Ленина и медали «Золотая Звезда» за номером 2345.
17 января 1945 года погиб в бою под городом Сероцком в Польше. Похоронен в братской могиле в городе Зегже Варшавского воеводства.
Был также награждён орденом Отечественной войны 2-й степени и медалью «За боевые заслуги».